# Johan Lambrecht
Johan Lambrecht (Sterrebeek, 31 oktober 1967) is een Vlaams-Belgisch econoom.
Hij is directeur van het Studiecentrum voor Ondernemerschap Odisee (SVOO) binnen Odisee, hoogleraar aan de KU Leuven campus Brussel (sinds 2013 deel van de KU Leuven) en auteur van meer dan honderd bedrijfseconomische werken in binnen- en buitenland. Hij doctoreerde in de Economische Wetenschappen en studeerde Handels- en Consulaire Wetenschappen.
Lambrecht is medewerker van het instituut voor het familiebedrijf. In 2006 lag hij mee aan de basis van de afstudeerrichting Familiebedrijven voor masterstudenten in de Handelswetenschappen. De afstudeerrichting steunt op onderzoek rond familiebedrijven in het Studiecentrum voor Ondernemerschap en is de eerste in Vlaanderen.
Het boek Het roer uit handen (2006) is een recente publicatie van Lambrecht waarin hij samen met professor Jozef Lievens bespreekt hoe een familiebedrijf kan voorkomen dat het in een zwart gat belandt wanneer men het bedrijf uit handen geeft.

## Publicaties
- De familieboom snoeien
- Heeft KMO-beleid de KMO's gediend? (2002)
- Het roer uit handen (2006)
- Mijn horecazaak financieel fit
- Naar een familiedynastie
- Teammanagement van het familiebedrijf
- Zelfstandige ondernemers in nood